# 排斥危机
排斥危机发生于1679年至1681年间，英格兰、苏格兰和爱尔兰国王查理二世统治时期。三项法案试图剥夺国王的兄弟和推定继承人约克公爵詹姆斯对英格兰、苏格兰和爱尔兰的王位继承，因为他信仰天主教。没有一项成为正式法律。这段时期成立了两个新政党。保守党反对这种排斥，而后来称为辉格党的“国家党”则支持它。虽然查理在位时议会没有决定是否排斥詹姆斯，但在后者登基三年后，当他在 1688年的光荣革命中被废黜时，危机达到了顶点。最后， 《1701年嗣位法令》訂定天主教徒不具有继承英国、苏格兰和爱尔兰王位的权利。

## 背景
1673年，当詹姆斯拒绝按新的立誓法规定宣誓时，人们得知他是天主教徒。在其后五年中，人们对王廷转为亲法立场及对其推崇天主教和加强绝对君权的担忧日益增加，导致议会中一些政界人士和同僚的抗议日益加剧。例如，在1675年至1678年间，第一代沙夫茨伯里伯爵在印刷品和上议院中强调了专制政府和天主教对议会、国家、法治以及英国权利和自由的危险。约克公爵的天主教和多佛秘密条约（1670 年）的颁布加剧了这一壮举。
1678年，约克公爵的秘书爱德华·科尔曼 ( Edward Colman ) 被提图斯·奥茨(Titus Oates)认定为顛覆王国者。英国圣公会成员们看到，在法国，一位天主教国王以独裁的方式统治国家，他们担心这种局面会蔓延到英国。1679年4月27日，亨利·卡佩尔爵士在英国下议院的议会辩论中总结了英国人的普遍感受：
天主教教条产生了常备军和专断权力的概念……以前是西班牙的国王，现在是法国，支持这种教条在我们当中传播；但如果放弃它，专制的政府和权力就结束了。它只是一个妄念。

## 危机
丹比伯爵托马斯·奥斯本被弹劾后，这种情绪达到顶峰。查理解散了骑士议会，但在1679年3月6日召开的新议会对国王和他不幸的大臣更加敌视，因此丹比伯爵被囚于于伦敦塔。
1679年5月15日，第一代沙夫茨伯里伯爵安东尼·阿什利·库珀的支持者在下议院提出了排斥法案，意图将詹姆斯排除在王位继承之外。一个团体开始支持查理的私生子、新教徒蒙茅斯公爵对王位的要求。由于该法案似乎很可能在下议院获得通过，查理再次行使王室特权解散议会。后来的议会继续试图通过这样的法案，但同样被解散。

## 危机结束
排斥危机通常被认为是英格兰出现近代政党之发端。那些像查理请愿召回议会并完成排斥法案的人被称为“请愿者”，后来成为辉格党。那些反对该法案的人，即所谓的“憎恶者”，发展成为保守党。